# Калюський ідол
Колюський ідол — кам'яна статуя (ідол) заввишки понад 2 метри, знайдена наприкінці XIX століття у с. Калюс в Середньому Подністров’ї, у древній землі тиверців, на території великого поселення черняхівської культури. Скульптура зображує чоловіка з добре модельованою головою, рогом тура (рогом достатку) в правій руці та коржем — у лівій. За особливостями обробки статуя схожа на «велеси» сколотського часу з прикордоння лісостепу й степу на Південному Бузі. Суттєвою відмінністю від них є повна відсутність скіфських рис — гривни на шиї і меча біля пояса. Нагадує Святовита-Рода, хоча обличчя й не має. Воно відбите, зосталась лише борода.
За матеріалом, з якого виготовлено статую, за технікою зображення в  камені  та  за  семантикою  того,  що зображується,  цю  скульптуру  можна об’єднати у середньодністровську групу (ідоли в Іванківцях, Ставчанах, Пижівці, Мишкові), яка датується  матеріалами черняхівської культури III-IV ст. н.е.. 
Знаходиться у внутрішньому дворику відділу старожитностей Кам’янець-Подільського державного історичного музею-заповідника [недоступне посилання з липня 2019].